# ITunes Connect

iTunes Connect是一项蘋果公司服务，制作人可以使用它向iTunes Store上的客户分发音乐、播客、电影和电视节目，以及向Apple Books Store上的客户分发電子書。2018年6月，苹果公司推出App Store Connect，供开发者在App Store和Mac App Store上分發应用程序，這意味著開發者可以同時通過iTunes Connect和App Store Connect分發應用程序。